# Ante Katalinić
Ante Katalinić (wł. Antonio Cattalinich; ur. 11 lutego 1895 w Zadarze, zm. 31 października 1981 w Mediolanie) – chorwacki wioślarz reprezentujący Królestwo Włoch, brązowy medalista olimpijski.
Wystąpił na igrzyskach olimpijskich w Paryżu w 1924, gdzie reprezentanci Włoch w składzie: Ante Katalinić, Frano Katalinić, Šimun Katalinić, Giuseppe Crivelli, Latino Galasso, Petar Ivanov, Bruno Sorić, Carlo Toniatti i Viktor Ljubić (sternik) zdobyli brązowy medal w ósemkach. W finale wyprzedziły ich jedynie osady Stanów Zjednoczonych i Kanady. Był to jego jedyny start olimpijski.
W tej samej konkurencji zdobył także srebrny medal na mistrzostwach Europy w Barcelonie (1922).
Frano Katalinić i Šimun Katalinić, którzy partnerowali mu na igrzyskach w 1920 byli jego starszymi braćmi.